# Oskar Zawadil (oficer kawalerii)
Oskar Zawadil (ur. 10 sierpnia 1891 w Rzeszowie, zm. 3 września 1939 pod Bukowcem) – major kawalerii Wojska Polskiego.

## Życiorys
Urodził się 10 sierpnia 1891 w Rzeszowie, w rodzinie Oskara Zawadila (1853–1916), pułkownika piechoty c. i k. Armii, i Jadwigi z Rychterów. Był starszym bratem Wilhelma (ur. 14 lutego 1894 w Rzeszowie), rotmistrza Wojska Polskiego.
W 1909 roku został powołany do zawodowej służby wojskowej w c. i k. Armii i wcielony do 3 Galicyjskiego Pułku Ułanów, który wówczas stacjonował w Wiedniu, a w 1910 został przeniesiony do Krakowa i Bielska. W szeregach tego pułku wziął udział w mobilizacji sił zbrojnych Monarchii Austro-Węgierskiej, wprowadzonej w związku z wojną na Bałkanach (1912–1913), a następnie walczył na frontach I wojny światowej. W czasie służby w c. i k. Armii awansował na kolejne stopnie w korpusie oficerów kawalerii: chorążego (1 września 1909), podporucznika (1 listopada 1911), porucznika (1 sierpnia 1914) i rotmistrza (1 listopada 1917).
Od 1919 był czynnym członkiem Towarzystwa Myśliwych w Rzeszowie.
12 kwietnia 1919 razem z bratem został przyjęty do Wojska Polskiego z byłej armii austro-węgierskiej, z zatwierdzeniem posiadanego stopnia rotmistrza ze starszeństwem od dnia 1 listopada 1917 i przydzielony z dniem 1 listopada 1918 do 6 pułku ułanów. 15 lipca 1920 roku został zatwierdzony z dniem 1 kwietnia 1920 roku w stopniu majora, w kawalerii, w grupie oficerów byłej armii austriacko-węgierskiej. 9 listopada 1920 został przeniesiony z 6 pułku ułanów do szwadronu zapasowego 4 pułku strzelców konnych na stanowisko dowódcy. Od 15 stycznia 1921 do 1923 pełnił obowiązki dowódcy 4 pułku strzelców konnych w Żółkwi, który w międzyczasie został przemianowany na 6 pułk strzelców konnych. 3 maja 1922 został zweryfikowany w stopniu majora ze starszeństwem z dniem 1 czerwca 1919 w korpusie oficerów jazdy (od 1924 – kawalerii). W 1924 był kwatermistrzem 18 pułku ułanów w Grudziądzu. W grudniu 1925 został przesunięty ze stanowiska kwatermistrza na stanowisko pełniącego obowiązki zastępcy dowódcy pułku. W grudniu 1927 został przeniesiony do kadry oficerów kawalerii i przydzielony na stanowisko rejonowego inspektora koni we Włocławku. W lutym 1929 został zwolniony z zajmowanego stanowiska i oddany do dyspozycji dowódcy Okręgu Korpusu Nr VIII, a z dniem 31 sierpnia tego roku przeniesiony w stan spoczynku.
W latach 30. należał do Pomorskiego Automobilklubu.
W chwili wybuchu II wojny światowej jako major w spoczynku pełnił funkcję komendanta Kwatery Głównej Pomorskiej Brygady Kawalerii. Poległ 3 września 1939 pod Bukowcem, walcząc w szeregach 16 pułku Ułanów Wielkopolskich.
Pochowany na cmentarzu komunalnym przy ul. Kcyńskiej w Bydgoszczy (sektor KW-8-9).
Od 1920 był mężem Ireny z domu Braunek (1899–1976), z którą miał syna Jerzego (1922–1993).

## Ordery i odznaczenia
- Złoty Krzyż Zasługi (7 czerwca 1939)[33]
- Krzyż Zasługi Wojskowej 3 klasy z dekoracją wojenną i mieczami (Austro-Węgry)[9]
- Srebrny Medal Zasługi Wojskowej Signum Laudis z mieczami na wstążce Krzyża Zasługi Wojskowej (Austro-Węgry)[9]
- Brązowy Medal Zasługi Wojskowej Signum Laudis z mieczami na wstążce Krzyża Zasługi Wojskowej (Austro-Węgry)[9]
- Krzyż Wojskowy Karola (Austro-Węgry)[9]
- Krzyż Pamiątkowy Mobilizacji 1912–1913 (Austro-Węgry)[6]

Był przedstawiony do odznaczenia Orderem Virtuti Militari.